# برپایی آتش

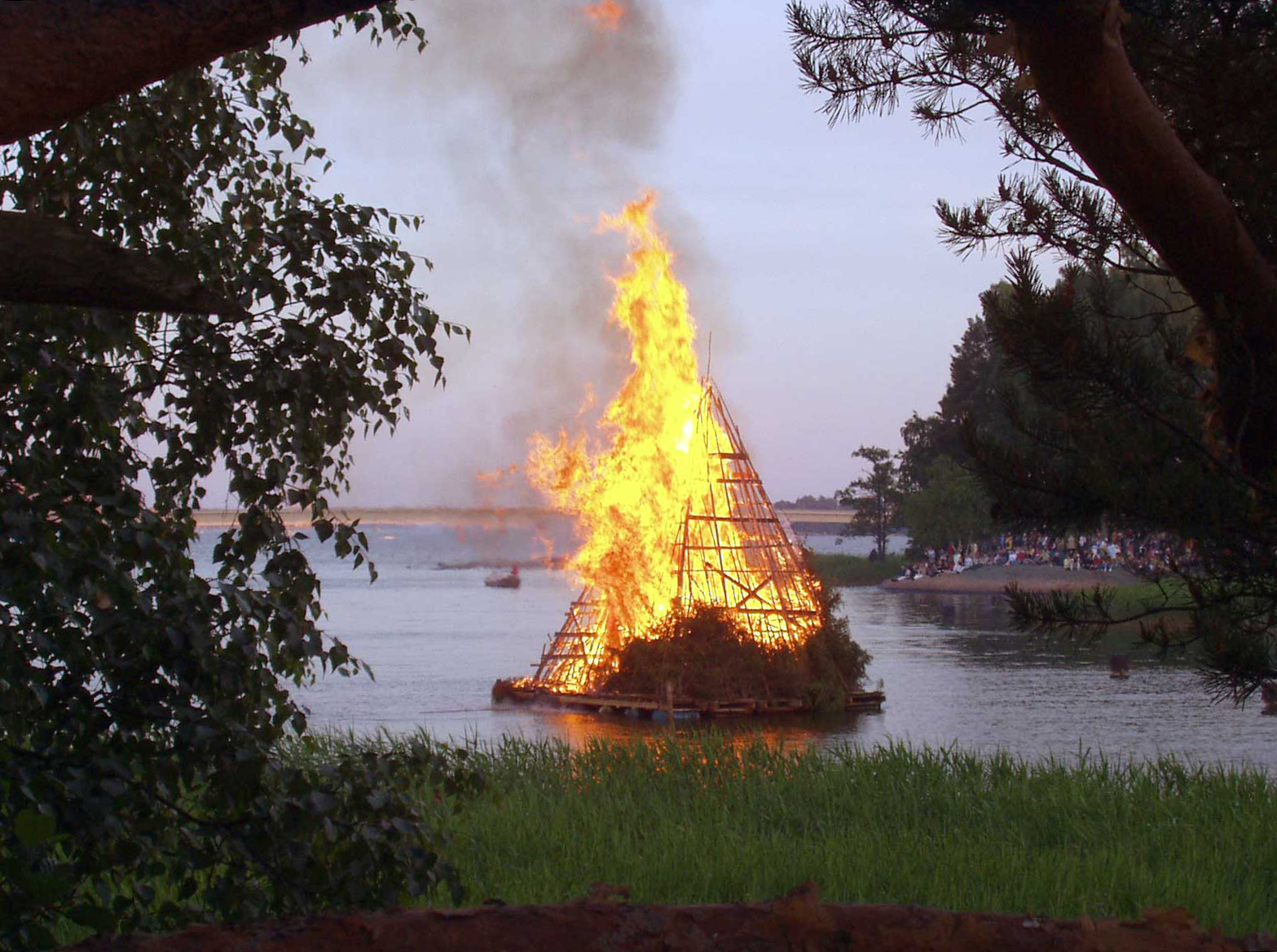
بر پا کردن آتش به مناسبت نیمه تابستان در Seurasaari، هلسینکی، فنلاند

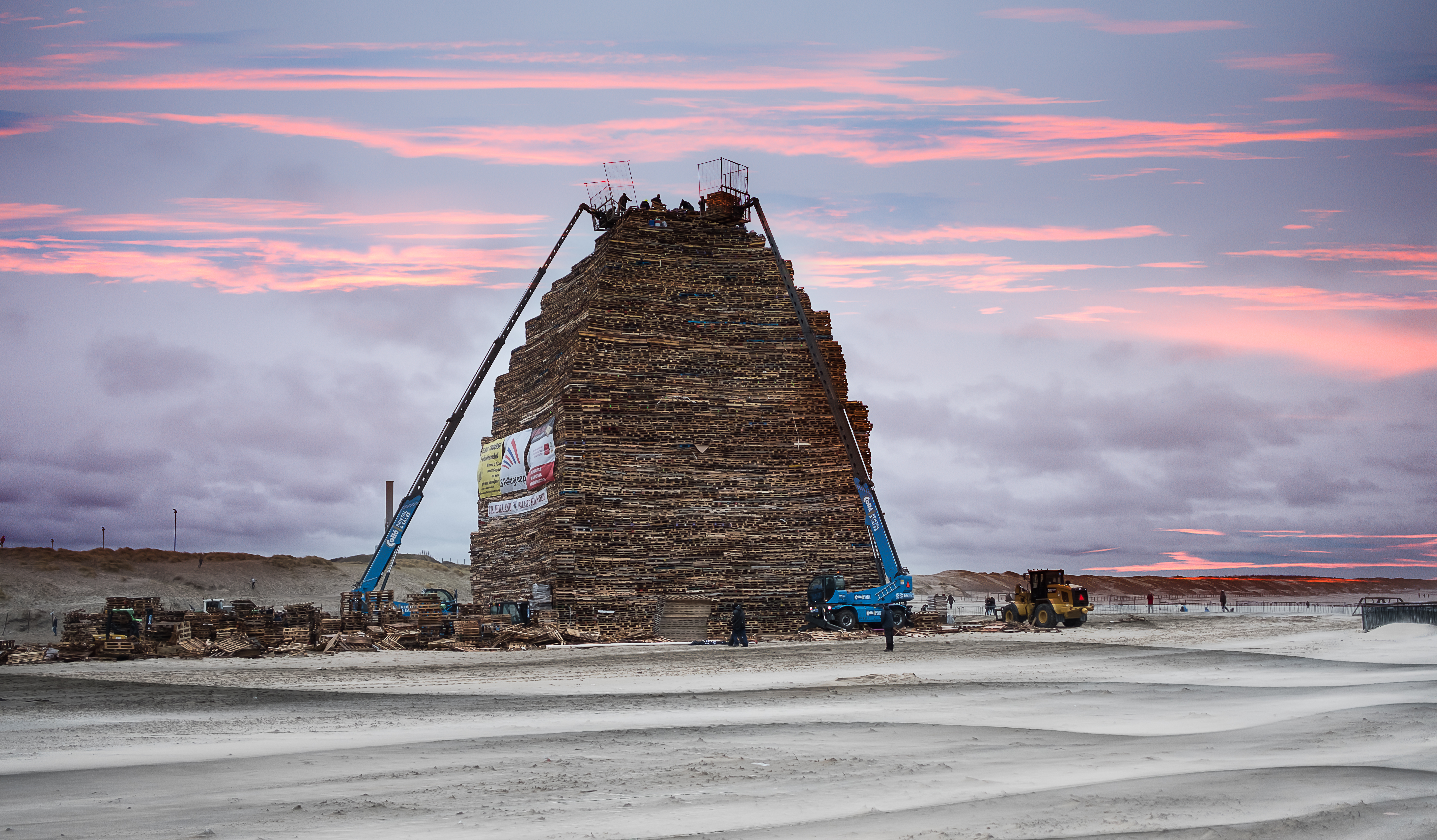
در سواحل دویندورپ و اسخیفنینگن، که هر دو بخشی از لاهه هستند، گروه‌ها سالانه برای برپایی بزرگ‌ترین آتش جهان با هم رقابت می‌کنند

آتش افروختن، آتش‌افروزی یا آتش به پا کردن به روشن کردن آتشی بزرگ و قابل کنترل در فضای بازگفته می‌شود که با هدف دفع زباله، یا به عنوان بخشی از یک جشن و آیین مذهبی (مانند شب سنت جان) گفته می‌شود.

## آیین‌های منطقه‌ای
در بسیاری از مناطق قاره اروپا، آتش‌افروزی به‌طور سنتی در ۲۴ ژوئن انجام می‌شد تا جشن یحیای تعمیددهنده، و همچنین شنبه شب قبل از عید پاک گرامی داشته شود. آتش‌افروزی همچنین از ویژگی‌های شب والپورگیس در اروپای مرکزی و شمالی و جشن‌های شب قبل از روز سنت جان در اسپانیا است. در سوئد، در آخرین روز آوریل، در جشن‌های شب والپورگیس آتش روشن می‌کنند. در فنلاند و نروژ، آتش افروزی در شب نیمه تابستان و به میزان کمتری در عید پاک یک سنت است.

### آلپ و اروپای مرکزی

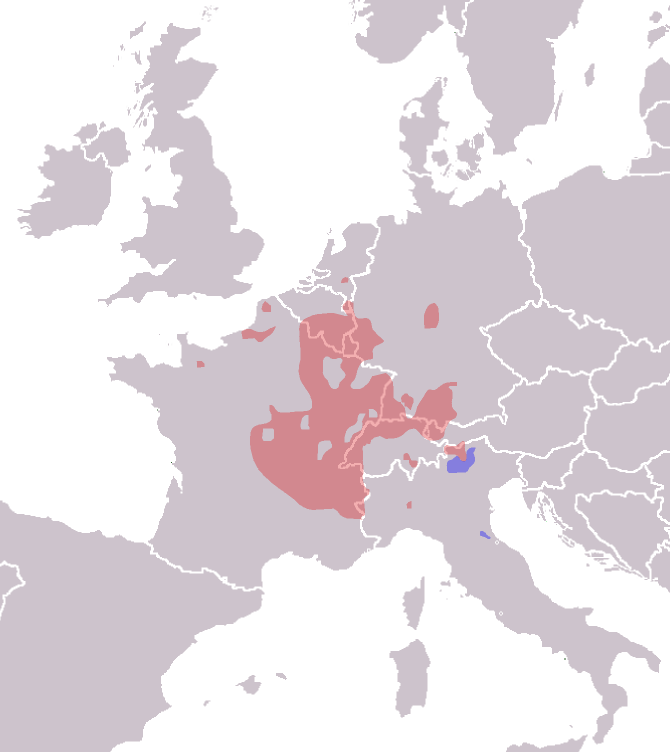
توزیع Funkenfeuer در اروپای آلمانی، فرانسه و شمال ایتالیا. قرمز سنت‌های Funkensonntag را نشان می‌دهد (یکشنبه بعد از چهارشنبه خاکستر)، رنگ آبی سنت‌های اول مارس را نشان می‌دهد.

سنت آتش افروزی اوایل بهار که در یکشنبه بعد از چهارشنبه خاکستر برپا می‌شود (Funkensonntag که به آن یکشنبه کوادراژیما نیز گفته می‌شود)، در سراسر مناطق آلمانی زبان اروپا و بخش‌هایی از فرانسه رواج دارد. سوزاندن «زمستان در قالب آدمک» در سسندووتن زوریخ (که در سال ۱۹۰۲ معرفی شد) از این سنت آلمانی الهام گرفته شده است. در اتریش، رسم «Osterfeuer» یا آتش‌های عید پاک بسیار رایج است؛ اما در برخی شهرها، مناطق و ایالات نیز برای پایین نگه داشتن میزان انتشار خاکستر و غبار PM10، مقررات محدودکننده تنظیم می‌شود. همچنین " Sonnwendfeuer " (آتش‌های انقلاب تابستانی) وجود دارد که در شامگاه ۲۱ ژوئن شعله‌ور می‌شود.
از سال 1988 Feuer in den Alpen (به معنی آتش‌سوزی در کوه‌های آلپ) در یک روز از ماه اوت در کوهستان‌ها اجرا شده است تا از دور دیده شود و به عنوان فراخوانی برای توسعه پایدار مناطق کوهستانی باشد.
در جمهوری چک، جشنواره‌ای به نام «سوزاندن جادوگران» (همچنین شب فیلیپ و یعقوب، شب والپورگیس یا بلتان) در شب بین ۳۰ آوریل و ۱ مه برگزار می‌شود. این یک رسم مردمی بسیار قدیمی است و هنوز هم برگزار می‌شود و تعطیلات ویژه‌ای دارد. در آن شب، مردم دور هم جمع می‌شوند، آتش روشن می‌کنند و آمدن بهار را جشن می‌گیرند. در بسیاری از مکان‌ها مردم تیرک‌های ماه مه برپا می‌کنند.
شب بین ۳۰ آوریل و ۱ مه جادویی و اسرارآمیز تلقی می‌شد. احتمالاً این جشنواره در ابتدا زمانی برگزار می‌شد که ماه کامل، دقیقاً بین اعتدال بهاری و انقلاب تابستانی، نزدیک‌ترین فاصله را به روز داشت. مردم معتقد بودند که در این شب جادوگران به سبت خود پرواز می‌کنند و در واقع این یکی از بزرگ‌ترین آیین‌های پگانیسم بود. مردم همچنین معتقد بودند که مثلاً در دهانه غارهای مختلف گنجینه‌هایی پنهان شده است. هدف اصلی این آیین قدیمی مردمی احتمالاً گرامیداشت الهه‌های باروری بوده است.
مردم برای محافظت از خود در برابر جادوگران، در مکان‌های مرتفع آتش روشن می‌کردند و این آتش‌ها را «سوزاندندهٔ جادوگران» می‌نامیدند. برخی از مردم برای تضمین جوانی و باروری، از روی آتش می‌پریدند. ظاهراً خاکستر حاصل از این آتش‌ها قدرت ویژه‌ای برای افزایش محصولات کشاورزی داشت و مردم همچنین دام‌های خود را برای اطمینان از باروری از روی خاکستر عبور می‌دادند.

### استرالیا
در استرالیا به دلیل خطر آتش‌سوزی، روشن کردن آتش در ماه‌های گرم به ندرت مجاز اعلام می‌شود. قوانین مربوط به آتش‌بازی بین ایالت‌ها، مناطق شهری و روستایی، مناطق دولتی محلی و انواع املاک متفاوت است. برای مثال، در مناطق شهری کانبرا، در صورت اطلاع مقامات آتش‌نشانی محلی، می‌توان در حوالی روز تولد رسمی پادشاه آتش روشن کرد؛ با این حال، در بقیه سال این کار ممنوع است. آتش‌های کوچک‌تر مانند آتش‌های اردوگاهی و باربیکیوهای در فضای باز معمولاً خارج از دوره‌های محدودیت روشن کردن آتش مجاز هستند. در ایالت کوئینزلند، شهر روستایی کیلارنی سالانه میزبان یک شب آتش‌بازی برای عموم مردم است؛ درآمد حاصل از این مراسم به مراکز مراقبت از سالمندان شهر اختصاص می‌یابد.

### کانادا
استان نیوفاندلند و لابرادور به دلیل ارتباط تاریخی خود با بریتانیا و ایرلند، جوامع زیادی دارد که شب‌های آتش‌بازی، به ویژه شب گای فاکس را جشن می‌گیرند؛ این یکی از مواقعی است که جوامع کوچک روستایی گرد هم می‌آیند. در استان کبک، بسیاری از جوامع در روز ۲۴ ژوئن برای جشن گرفتن روز سنت ژان باتیست آتش روشن می‌کنند.

### فرانسه
در فرانسه اولین شنبه پس از انقلاب تابستانی، حدود ۲۴ ژوئن، آتش ژان لو باپتیست در Fête de la Saint-Jean (روز سنت جان) جشن می‌گیرند. مانند سایر کشورها، این جشن، جشنی بت‌پرستانه برای انقلاب تابستانی یا نیمه تابستان بود، اما مسیحیت آن را به یک جشن کاتولیک تبدیل کرد.

### هند
در هند، به ویژه در پنجاب، مردم در طول جشنواره لوهری دور آتش جمع می‌شوند و بادام زمینی و شیرینی می‌خورند تا انقلاب زمستانی را که در ماه ماگ تقویم هندی است، جشن بگیرند. مردم در زمین‌های اشتراکی آتش روشن می‌کنند. اگر به تازگی عروسی اتفاق افتاده باشد یا نوزادی در خانواده متولد شده باشد، مردم برای جشن گرفتن این رویداد، بیرون خانه خود آتش روشن می‌کنند. این جشنواره هر ساله در هفته دوم ژانویه برگزار می‌شود. در ایالت شمال شرقی آسام، جشنواره برداشت بوگالی بیهو به مناسبت پایان فصل برداشت در اواسط ژانویه برگزار می‌شود. در جنوب هند، به ویژه در آندرا پرادش، تامیل نادو و بمبئی، جشنواره بوگی در آخرین روز ماارکالی برگزار می‌شود که همچنین اولین روز جشنواره کشاورزی پونگال است. مردم برای جشن گرفتن، وسایلی را که دیگر نیازی به آنها ندارند از خانه‌هایشان جمع می‌کنند و در آتش می‌اندازند. در طول ده روز ویجیاداشامی، مجسمه‌هایی از راوانا، برادرش کومباکارنا و پسرش مگاناد توسط جوانان مشتاق در غروب آفتاب برپا و سوزانده می‌شوند. به‌طور سنتی، آتش افروزی در روز هولی، نماد نابودی نمادین هولیکا، دمونس، همان‌طور که در بالا توضیح داده شد، است.

### ایران
چهارشنبه‌سوری جشنی است که در آن فارس‌ها، کردها و برخی اقوام دیگر از روی آتش می‌پرند. این مراسم در شب آخرین چهارشنبه قبل از نوروز برگزار می‌شود. چهارشنبه‌سوری یک جشن باستانی ایرانی است که قدمت آن به حداقل ۱۷۰۰ سال پیش از میلاد مسیح در اوایل دوران زرتشتی برمی‌گردد. این جشن مقدمه‌ای بر نوروز است که نشانگر فرا رسیدن بهار است. این جشن معمولاً عصر شروع می‌شود، مردم در خیابان‌ها آتش روشن می‌کنند و از روی آن می‌پرند و این آواز را می‌خوانند: «زردی من از تو، سرخی تو از من». این یک آیین تطهیر بود. به‌طور خلاصه، این به این معنی است که شما می‌خواهید آتش، رنگ‌پریدگی، بیماری و مشکلات شما را بگیرد و در عوض به شما سرخی، گرما و انرژی بدهد. چهارشنبه سوری اهمیت مذهبی زرتشتی دارد و به عنوان یک جشنواره فرهنگی برای ایرانیان و مردم ایران عمل می‌کند.

### ایرلند
در سراسر ایرلند، در شب ۳۱ اکتبر، آتش‌هایی برای جشن هالووین یا سامهِین روشن می‌شود. آتش‌بازی‌ها همچنین در ۳۰ آوریل، به‌ویژه در لیمریک برای جشن گرفتن جشنواره بیالتین و در شب سنت جان، ۲۳ ژوئن، برای جشن گرفتن شب نیمه تابستان، به‌ویژه در شهرستان کورک، جایی که به عنوان «شب بونا» نیز شناخته می‌شود، برگزار می‌شوند.
در ایرلند شمالی، در هالووین، ۳۱ اکتبر، آتش روشن می‌کنند و هر ساله در ۱۱ ژوئیه، بسیاری از جوامع پروتستان برای جشن گرفتن پیروزی نیروهای ویلیامیت در نبرد بوین، که در ۱۲ ژوئیه ۱۶۹۰ رخ داد، آتش روشن می‌کنند. این اغلب " شب یازدهم " نامیده می‌شود. از سال ۱۹۷۲، جوامع کاتولیک در ۹ آگوست برای اعتراض و بزرگداشت بازداشتگاه، آتش روشن می‌کنند.

### ژاپن
هر ساله در ۱۶ آگوست، شهر باستانی کیوتو، مراسم ''گوزان نو اوکوریبی'' ، یک نمایش بودایی مبتنی بر آتش‌بازی، را برگزار می‌کند که پایان فصل او-بون را نشان می‌دهد.

### نپال

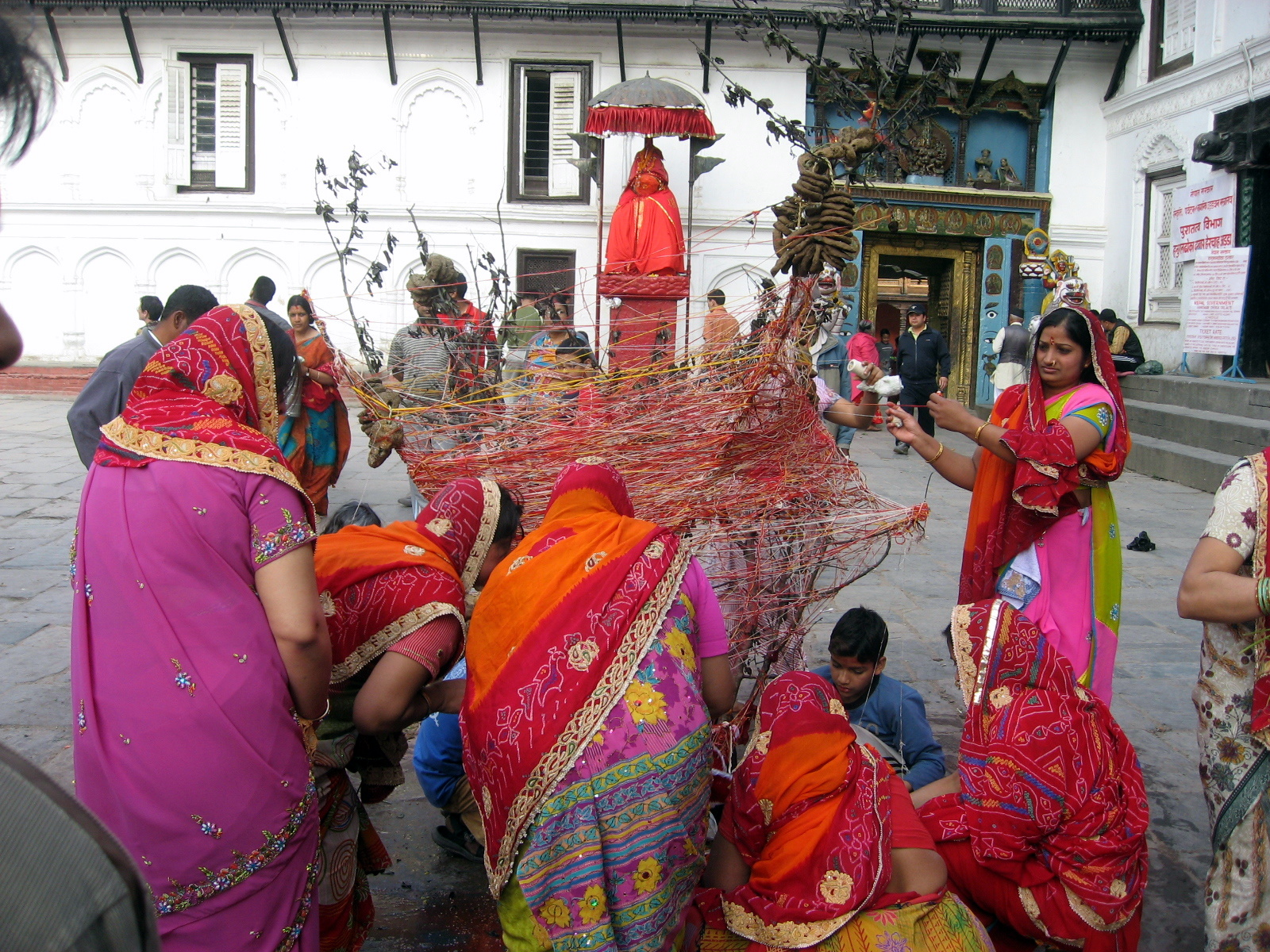
آماده‌سازی برای جشنواره در کاتماندو، نپال

آتش‌های بزرگ در نپال اکثر اوقات برای گرمایش هستند. در ماه‌های زمستان، روشن کردن آتش در هتل‌ها، استراحتگاه‌ها و مناطق مسکونی و همچنین املاک خصوصی کاملاً رایج است.
عصرها در طول سیوا راتری آتش روشن می‌کنند. این تعطیلات بر اساس تقویم قمری است و اغلب در ماه فوریه قرار می‌گیرد.

### ترکیه
در ترکیه، آتش‌های بزرگی در ایام کاکاوا روشن می‌کنند که معتقدند روز بیداری طبیعت در آغاز بهار است. کاکاوا توسط مردم کولی در ترکیه در شب ۵ و ۶ مه جشن گرفته می‌شود.

## آتش زدن مزارع و باغ‌ها
آتش‌های بزرگ در مزارع، باغ‌های بزرگ و زمین‌های کشاورزی برای دفع گیاهان هرز و زائدی که به راحتی کمپوست نمی‌شوند، استفاده می‌شود. این شامل مواد چوبی، علف‌های هرز مضر، مواد بیماری‌زا و موادی که با آفت‌کش‌ها و علف‌کش‌های مقاوم پاک نمی‌شوند، می‌شود. چنین آتش‌هایی ممکن است بسیار کوچک باشند، اما اغلب طوری طراحی می‌شوند که برای چند روز به آرامی بسوزند تا مواد مرطوب و سبز با چرخاندن مکرر مواد نسوخته، به خاکستر تبدیل شوند. چنین آتش‌هایی می‌توانند با چمن و سایر مواد خاکی نیز مقابله کنند. خاکستر حاصل از آتش زدن باغ‌ها منبع مفیدی از پتاس است و می‌تواند در بهبود ساختار خاک برخی از زمینها مفید باشد، اگرچه چنین آتش‌هایی باید با در نظر گرفتن ایمنی مدیریت شوند. آتش‌های باغ و مزرعه اغلب دودزا هستند و در صورت مدیریت ضعیف یا روشن کردن در شرایط آب و هوایی نامناسب، می‌توانند باعث ایجاد مزاحمت‌های محلی شوند.